# Amata herthula
Amata herthula là một loài bướm đêm thuộc phân họ Arctiinae, họ Erebidae.